# Steven Anthony Lawrence
Steven Anthony Lawrence est un acteur américain né le 19 juillet 1990 à Fresno, Californie (États-Unis).

## Filmographie
- 1999 : Dreamers : Matthew
- 1999 : Génial! Mes parents s'aiment (Operation Splitsville) : Billy's Friend
- 1999 : Mon Martien bien-aimé (My Favorite Martian) : Nurplex Kid
- 1999 : La Muse (The Muse) : Rob Reiner's Son
- 1999 : Lord of the Road : Billy
- 2000 : Scary Scream Movie (Shriek If You Know What I Did Last Friday the Thirteenth) (vidéo) : Chuckie
- 2001 : Bubble Boy : Ice Cream Boy
- 2002 : 13 Moons : Stevie
- 2002 - 2003 : La Guerre des Stevens (TV) :  La Brioche
- 2003 : Drôles de vacances : La Brioche
- 2003 : Le Chat chapeauté (The Cat in the Hat) : Dumb Schweitzer
- 2003 : Treize à la douzaine (Cheaper by the Dozen) : Dylan Shenk
- 2003 :Phénomène Raven : Miles Bonay
- 2005 : Cris et coups de pieds (Kicking & Screaming) : Mark Avery
- 2005 : Rebound : Ralph